# Gungwiller
Gungwiller est une commune française, située dans la circonscription administrative du Bas-Rhin et, depuis le 1er janvier 2021, dans le territoire de la Collectivité européenne d'Alsace, en région Grand Est.
Cette commune se trouve dans la région historique et culturelle d'Alsace.

## Géographie
La commune est située dans la région naturelle de l'Alsace Bossue. Elle est traversée par la route D 15 qui la relie avec Drulingen à 4 km, et à la route D 1061 (de Phalsbourg à Sarrebruck). La sortie 43 de l'autoroute A4 est à 5 km du village.

La ligne de bus 410 du réseau 67 reliant Sarre-Union à Saverne via Drulingen et Phalsbourg possède un arrêt dans cette commune.
|          | Berg       | Bettwiller |
|          | Gungwiller |            |
| Eywiller | Weyer      |            |

### Hydrographie
La commune est dans le bassin versant du Rhin au sein du bassin Rhin-Meuse. Elle n'est drainée par aucun cours d'eau,.

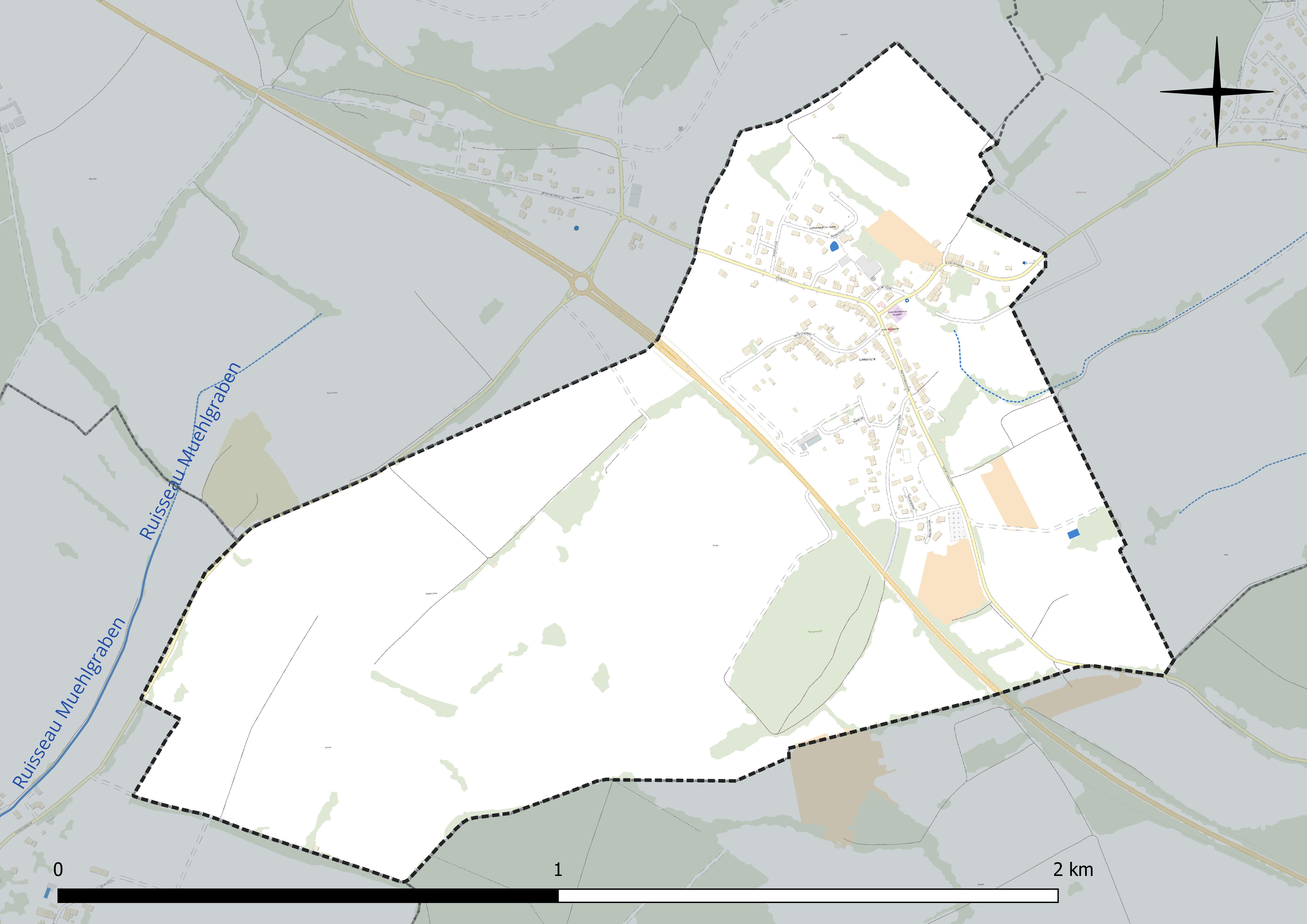
Réseau hydrographique de Gungwiller.

### Climat
Pour des articles plus généraux, voir Climat du Grand Est et Climat du Bas-Rhin.
En 2010, le climat de la commune est de type climat des marges montargnardes, selon une étude du Centre national de la recherche scientifique s'appuyant sur une série de données couvrant la période 1971-2000. En 2020, Météo-France publie une typologie des climats de la France métropolitaine dans laquelle la commune est exposée à un climat semi-continental et est dans la région climatique  Vosges, caractérisée par une pluviométrie très élevée (1 500 à 2 000 mm/an) en toutes saisons et un hiver rude (moins de 1 °C). 
Pour la période 1971-2000, la température annuelle moyenne est de 9,7 °C, avec une amplitude thermique annuelle de 17,1 °C. Le cumul annuel moyen de précipitations est de 994 mm, avec 12,1 jours de précipitations en janvier et 10,2 jours en juillet. Pour la période 1991-2020, la température moyenne annuelle observée sur la station météorologique de Météo-France la plus proche, « Berg », sur la commune de Berg à 2 km à vol d'oiseau, est de 10,4 °C et le cumul annuel moyen de précipitations est de 801,8 mm. 
La température maximale relevée sur cette station est de 37,4 °C, atteinte le 25 juillet 2019 ; la température minimale est de −16,8 °C, atteinte le 7 février 2012,,. 
Les paramètres climatiques de la commune ont été estimés pour le milieu du siècle (2041-2070) selon différents scénarios d'émission de gaz à effet de serre à partir des nouvelles projections climatiques de référence DRIAS-2020. Ils sont consultables sur un site dédié publié par Météo-France en novembre 2022.

## Urbanisme

### Typologie
Au 1er janvier 2024, Gungwiller est catégorisée commune rurale à habitat dispersé, selon la nouvelle grille communale de densité à sept niveaux définie par l'Insee en 2022.
Elle est située hors unité urbaine et hors attraction des villes,.

### Occupation des sols
L'occupation des sols de la commune, telle qu'elle ressort de la base de données européenne d’occupation biophysique des sols Corine Land Cover (CLC), est marquée par l'importance des territoires agricoles (85,2 % en 2018), une proportion sensiblement équivalente à celle de 1990 (85,5 %). La répartition détaillée en 2018 est la suivante : 
prairies (34,7 %), terres arables (24,9 %), zones agricoles hétérogènes (19,8 %), zones urbanisées (14,7 %), cultures permanentes (5,9 %), forêts (0,2 %). L'évolution de l’occupation des sols de la commune et de ses infrastructures peut être observée sur les différentes représentations cartographiques du territoire : la carte de Cassini (XVIIIe siècle), la carte d'état-major (1820-1866) et les cartes ou photos aériennes de l'IGN pour la période actuelle (1950 à aujourd'hui).

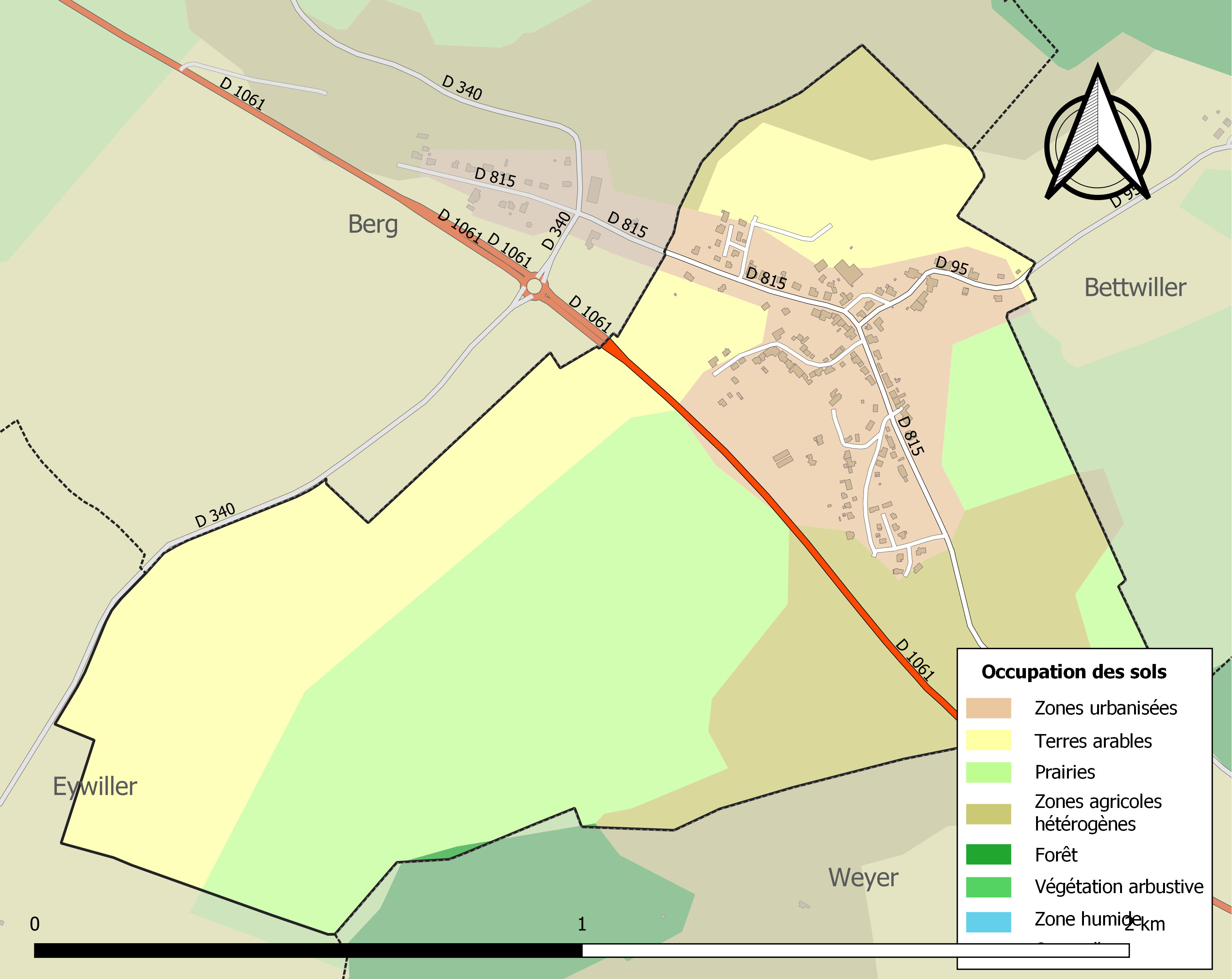
Carte des infrastructures et de l'occupation des sols de la commune en 2018 (CLC).

## Histoire
D'après le livre La Déchirure, ce village a été complètement détruit lors de la Seconde Guerre mondiale ; on a mis des baraquements à disposition et par la suite, les maisons détruites ont été reconstruites sur les anciens vestiges.Ceci est totalement faux. Toute ma famille est de Gungwiller et y a toujours habité, notamment pendant la seconde guerre mondiale. J'ai moi-même séjourné dans notre maison familiale, chez mon grand-père Charles né en 1870 et mort en 1954. au milieu du village dans la rue principale, en face de l'agence postale. Ma grand-mère y est décédée en 1941. Cette maison existe toujours même si elle a été modifiée par les nouveaux acquéreurs. J'y retourne régulièrement pour m'incliner sur la tombe de mes grands-parents, maintenant dans le "Jardin des souvenirs". Roland Biehler.

### Héraldique
| Blason de Gungwiller | Blason  | D'argent au chevron de gueules chargé d'un chevron d'or. |
| Blason de Gungwiller | Détails |                                                          |

## Toponymie
- 1793 : Gungweiller, 1801 : Gungwiler.
- Gungweiler en allemand.

## Politique et administration
| Période                                  | Période                   | Identité                                                | Étiquette | Qualité |
| ---------------------------------------- | ------------------------- | ------------------------------------------------------- | --------- | ------- |
| 2001                                     | En cours (au 31 mai 2020) | Jean-Jacques Wursteisen, Réélu pour le mandat 2020-2026 |           |         |
| Les données manquantes sont à compléter. |                           |                                                         |           |         |

## Démographie
L'évolution du nombre d'habitants est connue à travers les recensements de la population effectués dans la commune depuis 1793. Pour les communes de moins de 10 000 habitants, une enquête de recensement portant sur toute la population est réalisée tous les cinq ans, les populations de référence des années intermédiaires étant quant à elles estimées par interpolation ou extrapolation. Pour la commune, le premier recensement exhaustif entrant dans le cadre du nouveau dispositif a été réalisé en 2004.

En 2022, la commune comptait 286 habitants, en évolution de +2,14 % par rapport à 2016 (Bas-Rhin : +3,17 %, France hors Mayotte : +2,11 %).
| 1793 | 1800 | 1806 | 1821 | 1831 | 1836 | 1841 | 1846 | 1851 |
| ---- | ---- | ---- | ---- | ---- | ---- | ---- | ---- | ---- |
| 133  | 154  | 144  | 223  | 247  | 273  | 263  | 267  | 290  |

| 1856 | 1861 | 1866 | 1871 | 1875 | 1880 | 1885 | 1890 | 1895 |
| ---- | ---- | ---- | ---- | ---- | ---- | ---- | ---- | ---- |
| 286  | 291  | 300  | 312  | 303  | 293  | 284  | 276  | 267  |

| 1900 | 1905 | 1910 | 1921 | 1926 | 1931 | 1936 | 1946 | 1954 |
| ---- | ---- | ---- | ---- | ---- | ---- | ---- | ---- | ---- |
| 282  | 292  | 313  | 289  | 297  | 279  | 280  | 260  | 242  |

| 1962 | 1968 | 1975 | 1982 | 1990 | 1999 | 2004 | 2006 | 2009 |
| ---- | ---- | ---- | ---- | ---- | ---- | ---- | ---- | ---- |
| 241  | 265  | 310  | 263  | 219  | 233  | 267  | 297  | 276  |

| 2014 | 2019 | 2022 | - | - | - | - | - | - |
| ---- | ---- | ---- | - | - | - | - | - | - |
| 281  | 277  | 286  | - | - | - | - | - | - |

## Lieux et monuments

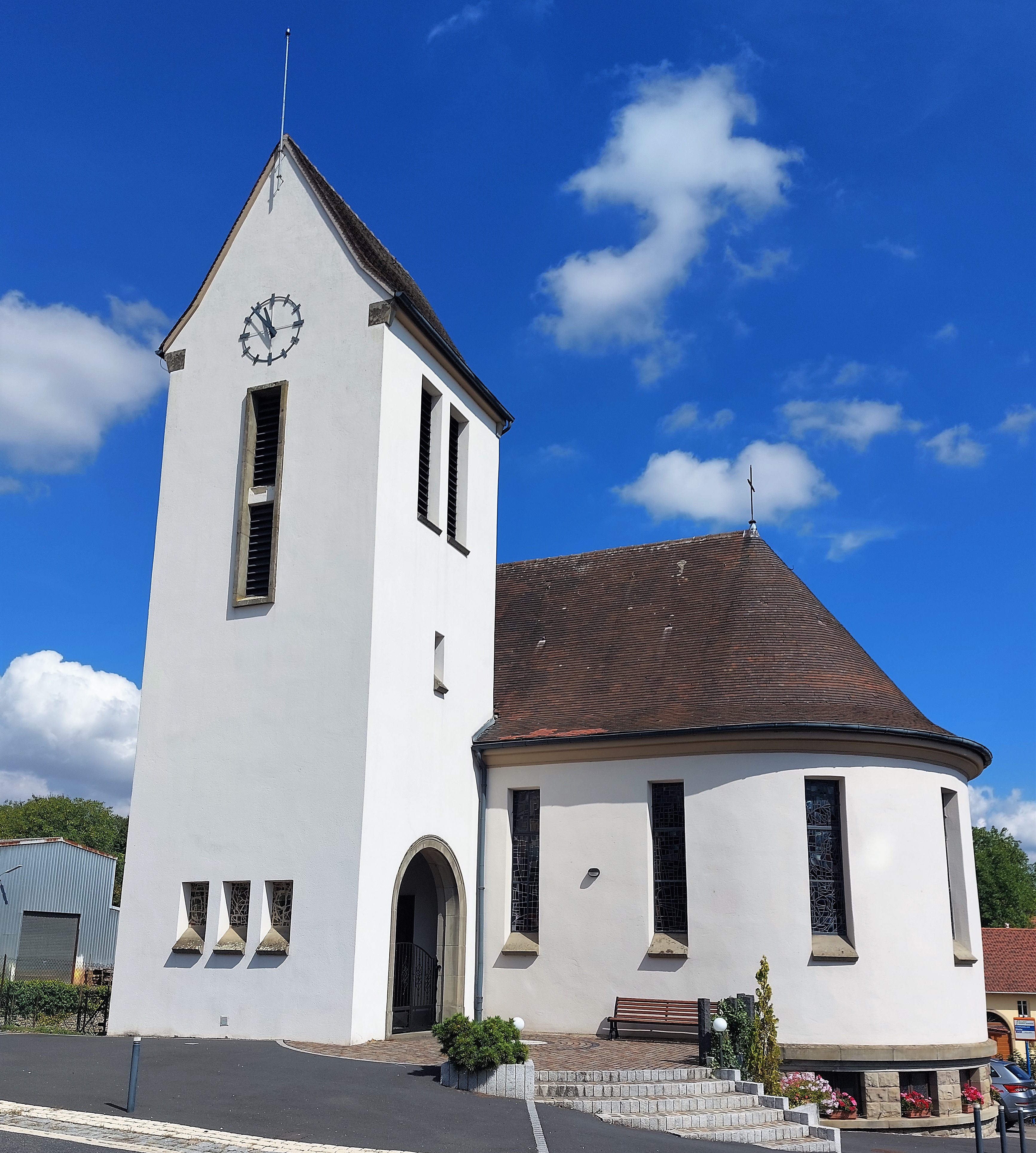
Église des protestants de 1958.